# Ògig
Segons la mitologia grega, Ògig (en grec antic Ὤγυγος, Ogigos) va ser un rei de la Beòcia, fill de Posidó (tot i que alguns el fan fill de l'heroi Beot, que va donar nom a Beòcia) i d'Alistra.
Regnava sobre els ectenis, els primers habitants del país abans del diluvi de Deucalió. Una de les portes de Tebes tenia un nom que derivava del seu. Es casà amb Tebe i tingué nombrosos fills, i sobretot filles, que foren epònimes de ciutats tebanes: Alalcomènia, Àulida i Telquínia. En el seu temps la Beòcia sofrí una gran inundació que després es conegué com a diluvi ogigi. Una tradició feia d'aquest Ògig pare de Cadme i de Fènix.
Hi havia un altre Ògig en la tradició eleusina, pare de l'heroi Eleusis.
Un tercer Ògig portava el nom que es donava, en tradicions primitives, al rei dels Titans, que va ser vençut per Zeus juntament amb els seus súbdits.